# Marjorie Jackson
Marjorie Jackson-Nelson (Coffs Harbour, 13 september 1931) is een Australische oud-atlete, die gespecialiseerd was in de sprint. Ze behoorde in de jaren vijftig tot de wereldtop. Ze werd tweemaal olympisch kampioene (Helsinki 1952), zesmaal Australisch kampioene en won zeven gouden medailles bij de Gemenebestspelen (Auckland 1950, Vancouver 1954). In totaal verbeterde ze zestienmaal een wereldrecord op een sprintafstand, waarvan dertienmaal een individuele. Ze was van 2001 tot 2007 gouverneur van Zuid-Australië.

## Biografie

### Atletiek
Op zeventienjarige leeftijd won Jackson plotseling een aantal maal van Fanny Blankers-Koen. Hierdoor kreeg ze de bijnaam 'The Lithgow Flash', naar het dorpje in New South Wales waar ze woonde. Twee jaar later, in 1950, won ze vier gouden medailles op de Britse Empire Spelen (tegenwoordig Gemenebestspelen) in Auckland. Ze veroverde een gouden plak op de 100 yd, 220 yd, 110-220-110 yd estafette en 220-110-220-110 yd estafette.
Haar grootste prestaties boekte Jackson op de Olympische Spelen van 1952 in Helsinki. Hier kwam ze uit op de 100 m, 200 m en de 4 × 100 m estafette. Op de eerste twee onderdelen won ze een gouden medaille. Op het estafettenummer was de Australische estafetteploeg, bestaande uit de sterke atletes Shirley Strickland, Verna Johnson, Winsome Cripps en Jackson de grote favoriete op dit onderdeel. Het Australische team plaatste zich eenvoudig voor de finale door de kwalificatieronde te winnen in een wereldrecordtijd van 46,1 s. In de finale liep Jackson als slotloopster naar een teleurstellende vijfde plaats in 46,6. Het Australische team lag voorop in de wedstrijd, maar verloor veel tijd, doordat een teamgenote het stokje bij Jackson uit haar handen sloeg. De Amerikaanse estafetteploeg profiteerde optimaal van deze fout door de finale te winnen in een wereldrecordtijd van 45,9.
Op de vliegreis naar de Spelen van Helsinki ontmoette ze olympisch wielrenner Peter Nelson, de liefde van haar leven. Het tweetal trouwde in 1953. In 1954 nam Jackson deel aan de Gemenebestspelen van 1954 in Vancouver. Hierbij won ze goud op de 100 yd, 220 yd en 4 × 110 yd estafette. Op de 200 yd verbeterde ze tevens het wereldrecord tot 24,0. In datzelfde jaar zette ze een punt achter haar sportieve loopbaan.

### Na haar sportcarrière

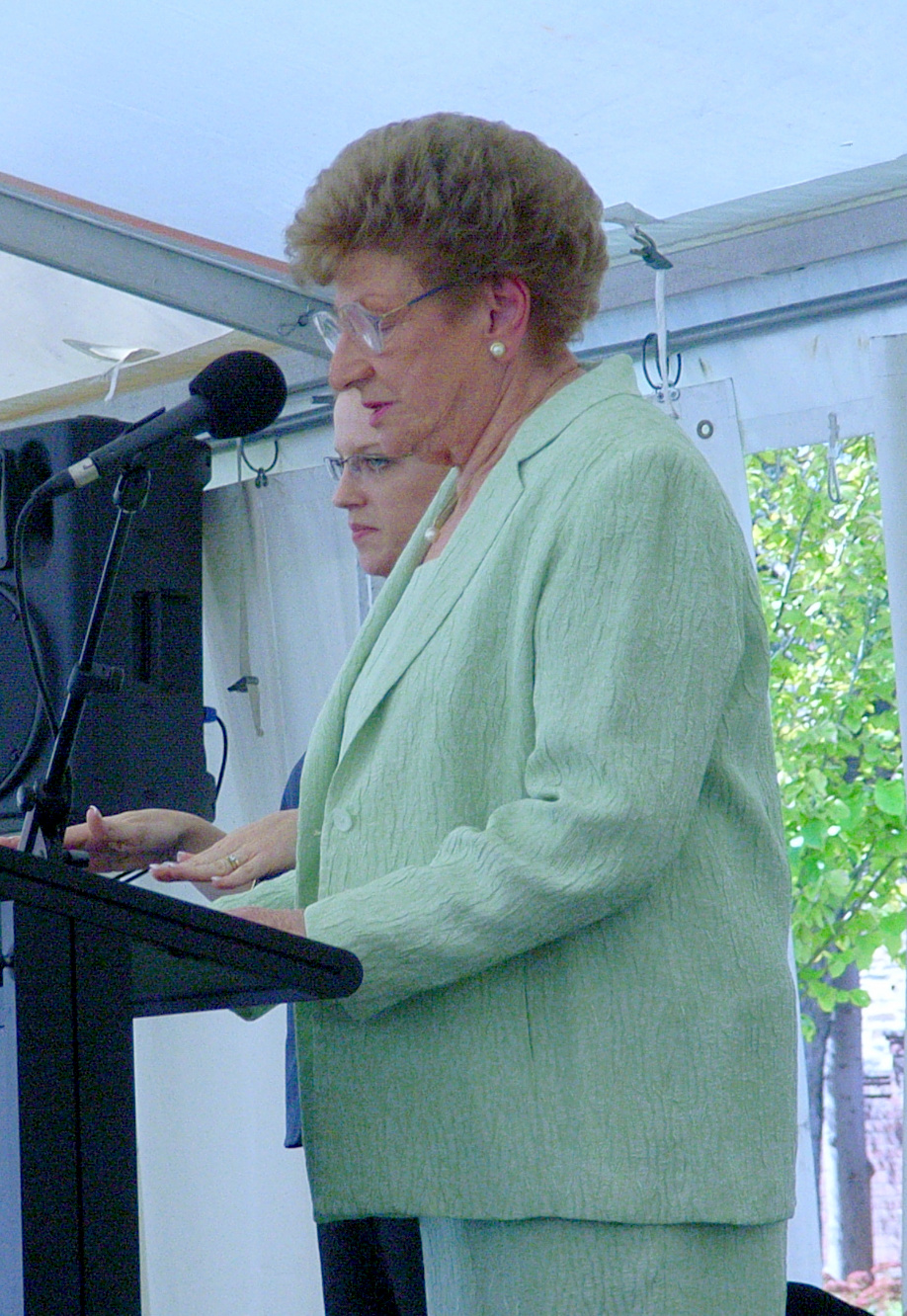
Marjorie Jackson-Nelson in april 2007

Haar man stierf in 1977 aan leukemie. Een jaar later stichtte ze de Peter Nelson Leukaemia Research Fellowship, een onderzoekscentrum voor deze ziekte. Hierna was ze met name actief in het inzamelen van geld voor onderzoek naar deze ziekte. Op 6 juni 2007 werd bekendgemaakt, dat in Adelaide een ziekenhuis gebouwd zou worden genaamd Marjorie Jackson-Nelson Hospital. Op 18 februari 2009 maakte premier Mike Rann bekend, dat haar naam niet aan deze instelling zou worden verbonden.
Op de Olympische Spelen van 2000 in Sydney was ze een van de acht vlaggendragers bij de openingsceremonie. Bij de openingsceremonie op de Gemenebestspelen van 2006 behoorde ze tot de laatste vier lopers die de Queen's Baton droeg.
Van 3 november 2001 tot 31 juli 2007 was ze gouverneur van de Australische deelstaat Zuid-Australië.
In 2013 werd ze opgenomen in de IAAF Hall of Fame.

## Titels
- Olympisch kampioene 100 m - 1952
- Olympisch kampioene 200 m - 1952
- Australisch kampioene 100 yd - 1950, 1952, 1954
- Australisch kampioene 220 yd - 1950, 1952, 1954

## Persoonlijke records
| Onderdeel | Prestatie      | Datum          | Plaats   |
| --------- | -------------- | -------------- | -------- |
| 100 m     | 11,4 s (ex-WR) | 4 oktober 1952 | Gifu     |
| 200 m     | 23,4 s (ex-WR) | 25 juli 1952   | Helsinki |

## Wereldrecords[1]
| Nr | Afstand              | Tijd   | Datum           | Plaats                      |
| -- | -------------------- | ------ | --------------- | --------------------------- |
| 1  | 100 yd               | 10,8 s | 4 januari 1950  | Adelaide                    |
| 2  | 100 yd               | 10,8 s | 4 februari 1950 | Auckland                    |
| 3  | 220 yd               | 24,3 s | 9 februari 1950 | Auckland                    |
| 4  | 100 yd               | 10,7 s | 31 maart 1950   | Newcastle                   |
| 5  | 4 × 110 yd estafette | 46,9 s | 5 juli 1952     | Londen                      |
| 6  | 100 yd               | 10,4 s | 8 maart 1952    | Sydney                      |
| 7  | 100 m                | 11,6 s | 21 juli 1952    | Helsinki (series)           |
| 8  | 100 m                | 11,6 s | 21 juli 1952    | Helsinki (kwart finale)     |
| 9  | 100 m                | 11,5 s | 22 juli 1952    | Helsinki (halve finale)     |
| 10 | 100 m                | 11,5 s | 22 juli 1952    | Helsinki (finale)           |
| 11 | 200 m                | 23,6 s | 25 juli 1952    | Helsinki (series)           |
| 12 | 200 m                | 23,4 s | 25 juli 1952    | Helsinki (halve finale)     |
| 13 | 4 × 100 m estafette  | 45,9 s | 27 juli 1952    | Helsinki (kwalficatieronde) |
| 14 | 4 × 110 yd estafette | 46,3 s | 4 augustus 1952 | Londen                      |
| 15 | 100 m                | 11,4 s | 4 oktober 1952  | Gifu                        |
| 16 | 220 yd               | 24,0 s | 5 augustus 1954 | Vancouver                   |

## Palmares

### 100 m
- 1952:  OS - 11,5 s (WR)

### 200 m
- 1952:  OS - 23,7 s

### 100 yd
- 1950:  Gemenebestspelen - 10,8 s (WR)
- 1954:  Gemenebestspelen - 10,7 s (wind)

### 220 yd
- 1950:  Gemenebestspelen - 24,3 s (WR)
- 1954:  Gemenebestspelen - 24,0 s (WR)

### 4 × 100 m estafette
- 1952: 5e OS - 46,6 s

### 4 × 110 yd estafette
- 1954:  Gemenebestspelen - 47,9 s

### 110-220-110 yd estafette
- 1950:  Gemenebestspelen - 46,8 s

### 220-110-220-110 yd estafette
- 1950:  Gemenebestspelen - 1.13,4

## Onderscheidingen
- IAAF Hall of Fame - 2013

1928: Betty Robinson ·
1932: Stanisława Walasiewicz ·
1936: Helen Stephens ·
1948: Fanny Blankers-Koen ·
1952: Marjorie Jackson ·
1956: Betty Cuthbert ·
1960: Wilma Rudolph ·
1964: Wyomia Tyus ·
1968: Wyomia Tyus ·
1972: Renate Stecher ·
1976: Annegret Richter ·
1980: Ljoedmila Kondratjeva ·
1984: Evelyn Ashford ·
1988: Florence Griffith-Joyner ·
1992: Gail Devers ·
1996: Gail Devers ·
2000: onbepaald ·
2004: Joelija Nestsjarenka ·
2008: Shelly-Ann Fraser-Pryce ·
2012: Shelly-Ann Fraser-Pryce ·
2016: Elaine Thompson ·
2020: Elaine Thompson-Herah ·
2024: Julien Alfred
1948: Fanny Blankers-Koen ·
1952: Marjorie Jackson ·
1956: Betty Cuthbert ·
1960: Wilma Rudolph ·
1964: Edith McGuire ·
1968: Irena Szewińska ·
1972: Renate Stecher ·
1976: Bärbel Eckert ·
1980: Bärbel Wöckel ·
1984: Valerie Brisco-Hooks ·
1988: Florence Griffith-Joyner ·
1992: Gwen Torrence ·
1996: Marie-José Pérec ·
2000: Pauline Davis-Thompson ·
2004: Veronica Campbell ·
2008: Veronica Campbell ·
2012: Allyson Felix ·
2016: Elaine Thompson ·
2020: Elaine Thompson ·
2024: Gabrielle Thomas
- Australian Women's Register: AWE0350b
- World Athletics: 14556169
- International Standard Name Identifier: 0000 0000 7105 9932
- Library of Congress Control Number: n2009057880
- Nationale bibliotheek van Australië: 36751436
- Trove: 642567
- Virtual International Authority File: 95024576
- WorldCat: E39PBJkdpH7g3XRxPccK8JHBfq